# 天兔座RX
天兔座RX（RX Lep）是在星座天兔座的一顆恆星。它是一顆紅巨星，也是一顆半規則脈動星。

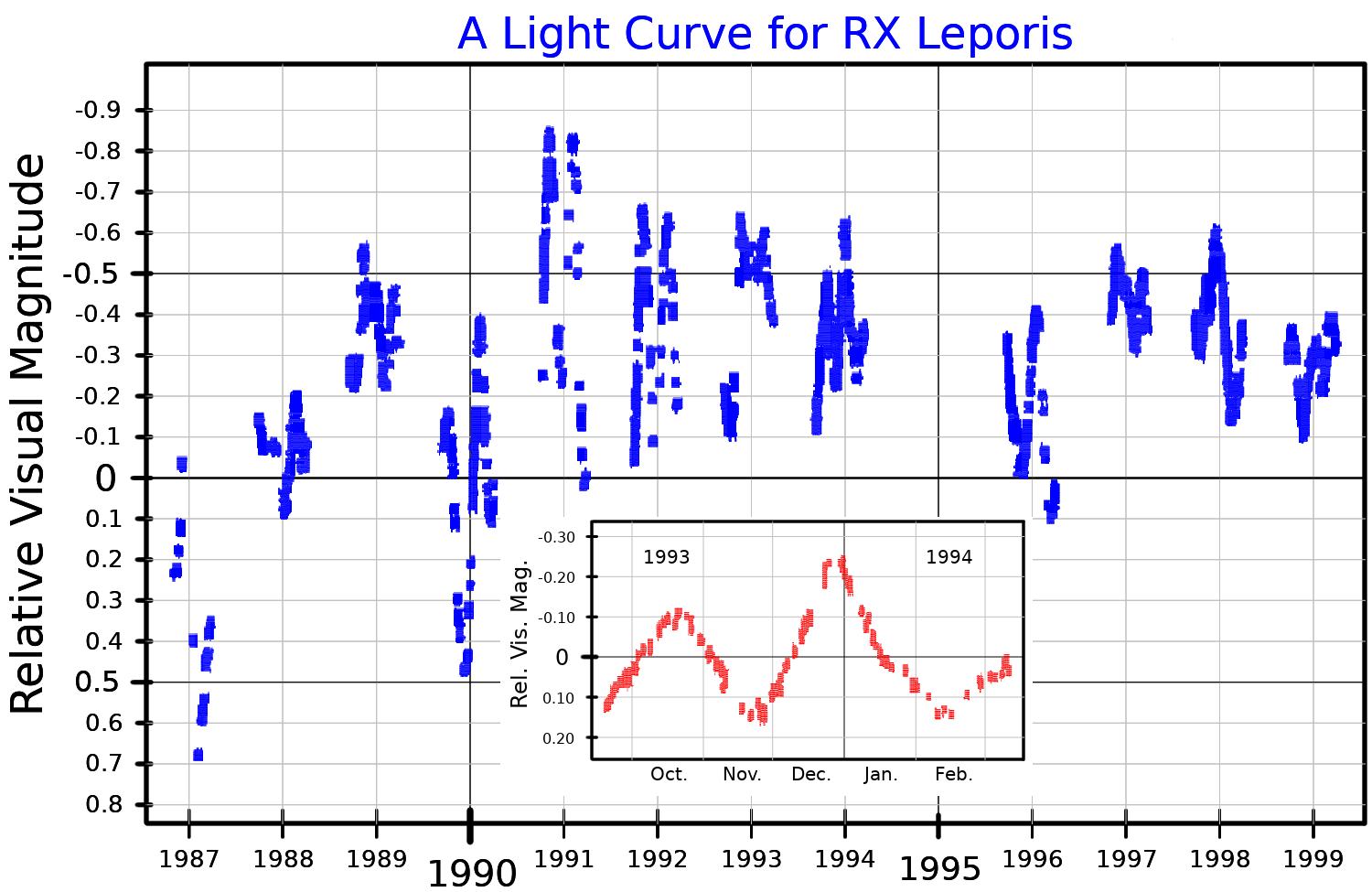
改編自Percy等人（2001年）的天兔座RX在可見光波段的光變曲線。主圖顯示了長期亮度變化，插圖顯示了短期變化。

它的視星等在大約5等到7.4等之間變化。在最亮的時候，肉眼隱約可以看到它，在最暗的時候，可以用雙筒望遠鏡找到它。它在天空中的位置位於參宿七以南約4度處，位於軍井一（天兔座ι）旁邊。

## 外部連結
- WikiSky上关于天兔座RX的内容：DSS2, SDSS, GALEX, IRAS, 氢α, X射线, 天文照片, 天图, 文章和图片
- AAVSO: Quick Look View of AAVSO Observations (get recent magnitude estimates for RX Lep)